# ولديا
ولديا هي مدينة تقع في ولاية أمهرة،إثيوبيا.ترتفع المدينة عن سطح البحر بحوالي 2112 متر.